# Los Romeros
Los Romeros, The Romeros o The Romero Guitar Quartet, es un cuarteto de guitarra española conocido comercialmente como "La familia real de la guitarra". Sus integrantes son todos de la familia Romero, originaria de Andalucía (España) y residente en California (Estados Unidos).
El cuarteto fue fundado en 1960 por Celedonio Romero, un guitarrista español nacido en Cienfuegos (Cuba) aunque siendo un niño se trasladó a Málaga, de donde era originaria su familia, hasta que emigró a los Estados Unidos en 1957, durante la dictadura de Francisco Franco. El cuarteto quedó conformado por Celedonio y sus tres hijos: Ángel, Celín y Pepe. En 1990 Ángel abandonó el grupo y fue reemplazado por Celino, hijo de Celín. Celedonio Romero murió en 1996 en San Diego y su lugar fue ocupado por Lito Romero, hijo de Ángel.
Los Romeros se han hecho mundialmente famosos por su virtuosismo con la guitarra española. Han grabado multitud de discos entre los que destacan los que han dedicado a versionar los conciertos de Antonio Vivaldi, especialmente los que el músico veneciano compuso para mandolina, así como la obra para guitarra del compositor español Joaquín Rodrigo.

## Miembros
Los Romeros
- 1960–90: Celedonio Romero, Celín Romero, Pepe Romero, Ángel Romero
- 1990–96: Celedonio Romero, Celín Romero, Pepe Romero, Celino Romero
- desde 1996: Celín Romero, Pepe Romero, Celino Romero, Lito Romero